# Фридрих Бранденбург-Шведтский
Фридрих Бранденбург-Шведтский (нем. Friedrich von Brandenburg-Schwedt; 13 августа 1710 — 10 апреля 1741, Мольвиц) — второй сын маркграфа Альбрехта Фридриха Бранденбург-Шведтского и его супруги Марии Доротеи Курляндской (1684—1743), дочери герцога Фридриха Казимира Курляндского. Внук «великого курфюрста» Фридриха Вильгельма I Бранденбургского.
Фридрих поступил на службу в голландскую армию и получил звание полковника королевской конной гвардии. В 1737 году был принят в рыцари Иоаннитского ордена. В 1741 году командовал полком маркграфа Карла в битве при Мольвице и погиб в этом сражении.